# Barrio San Pedro Pescador

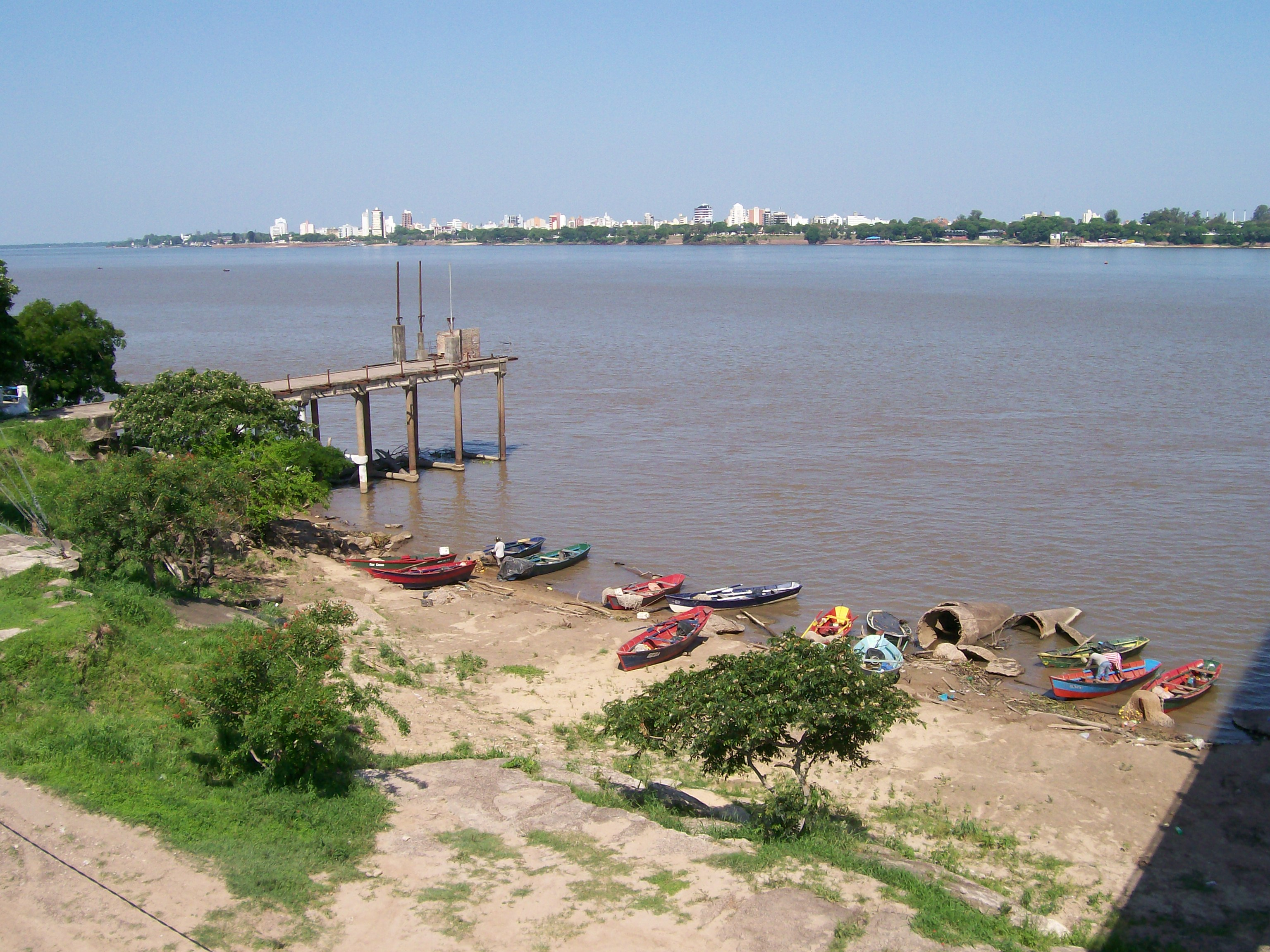
Botes sobre el río Paraná, principal fuente de ingresos del Barrio San Pedro Pescador.

El Barrio San Pedro Pescador (también conocida como Barrio de los Pescadores) es una localidad de la provincia del Chaco, Argentina, ubicada sobre el delgado albardón costero del río Paraná. La localidad se encuentra en el departamento Primero de Mayo y depende administrativamente del municipio de Colonia Benítez. Ocupa el lado izquierdo de la cabecera chaqueña del Puente General Manuel Belgrano, que une la provincia del Chaco con la ciudad de Corrientes. Las características costas bajas e inundables de la margen derecha del río Paraná son poco propicias para el asentamiento humano, siendo San Pedro Pescador el único asentamiento urbano del Chaco ubicado sobre el cauce principal de este río. Paradójicamente el río Paraná es su principal medio de vida (la pesca) y su principal amenaza, por las periódicas crecidas que obligan al abandono temporal de sus habitantes. 
Sus habitantes mantienen educan, trabajan o mantienen vínculos comerciales tanto con el Gran Resistencia como con el Gran Corrientes. Fue declarado Patrimonio Histórico, Cultural y Natural, por su ubicación frente al río, la pesca artesanal como principal sostén de sus habitantes y por haber sido la cabecera de construcción del puente interprovincial.

## Historia
El asentamiento surgió como consecuencia de la crecida del río Paraná de 1982, cuando habitantes de la ribera e islas se instalaron en el viejo obrador del Puente General Manuel Belgrano al perder sus hogares. Finalizada la creciente, muchos se quedaron en la zona, aprovechando la altura del lugar. El entonces gobernador de facto José David Ruiz Palacios hizo edificar 35 casillas y un centro de salud que aún perdura. Los habitantes eran y siguen siendo pescadores que obtenían sus presas del río Paraná y las vendían en el creciente mercado local de Resistencia y Corrientes. Con el correr de los años el poblado fue creciendo en población, alcanzando a ocuparse las pocas hectáreas de tierras altas disponibles. 
En 2010 se suscitó un fuerte debate por un proyecto del Estado provincial de instalar un casino frente al río, siendo el mismo cancelado tras la oposición de un sector de la población. El mismo sector propició declarar al barrio como Patrimonio Histórico, Cultural y Natural en 2011.
En 2013 se presentó un proyecto para crear el municipio de San Pedro Pescador de Antequeras, con influencia sobre esta localidad y Antequeras.

## Geografía

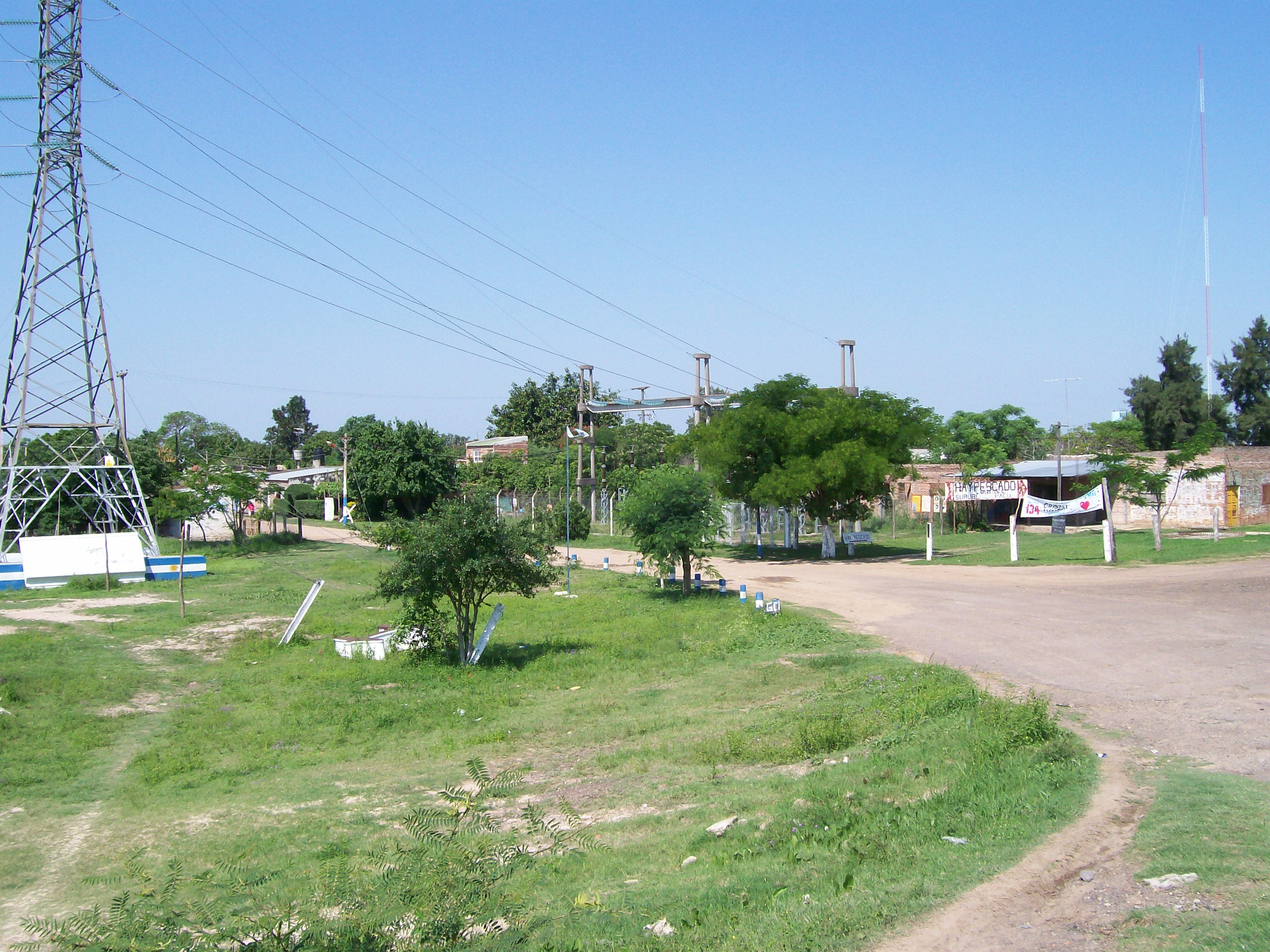
Acceso principal a la villa desde el Puente General Manuel Belgrano.

El albardón costero es el resultado de la acumulación de sedimentos del río Paraná sobre la orilla; es de escasa altura, no superando los 3 metros de barranca, y está delimitado al este por el río y al oeste por lagunas residuales de antiguos cauces hídricos. El ancho del mismo no supera los 250 metros; a su vez la parte edificada abarca unos 600 metros de largo. En los bajos anegables de forma semipermanente se hallan algunas chacras cultivadas.
El río Paraná actúa como agente erosivo de las costas, entre 2011 y 2013 el agua erosioné entre 7 y 8 metros del albardón. La comunidad local reclamó por la construcción de defensas para evitar daños a las viviendas.
El barrio se encuentra en una cuña del departamento Primero de Mayo sobre el departamento San Fernando, y depende administrativamente del municipio de Colonia Benítez. Las poblaciones más cercanas son Corrientes a 1700 metros, Barranqueras a 6 kilómetros, y Resistencia a 9 kilómetros, mientras que Colonia Benítez se halla a unos 17 kilómetros.

## Infraestructura
Cuenta con una escuela primaria, y desde 2008 en el mismo predio funciona una escuela secundaria, adonde concurren alumnos del lugar y zonas aledañas. También cuenta con un centro de salud de nivel 2.

## Economía
La dependencia de Colonia Benítez es meramente administrativa, puesto que las excelentes comunicaciones y el tamaño de las economías del Gran Resistencia y el Gran Corrientes ejercen una dependencia funcional de hecho, la única razón por la cual no se encuentra unida a ninguno de estos aglomerados son los obstáculos naturales insalvables entre ambos, a saber el río Paraná con Corrientes y una serie de bajos y lagunas con el Gran Resistencia. El Barrio San Pedro Pescador constituye una auténtica muestra de la cada vez mayor integración cultural y económica entre ambas áreas metropolitanas. 

## Vías de comunicación

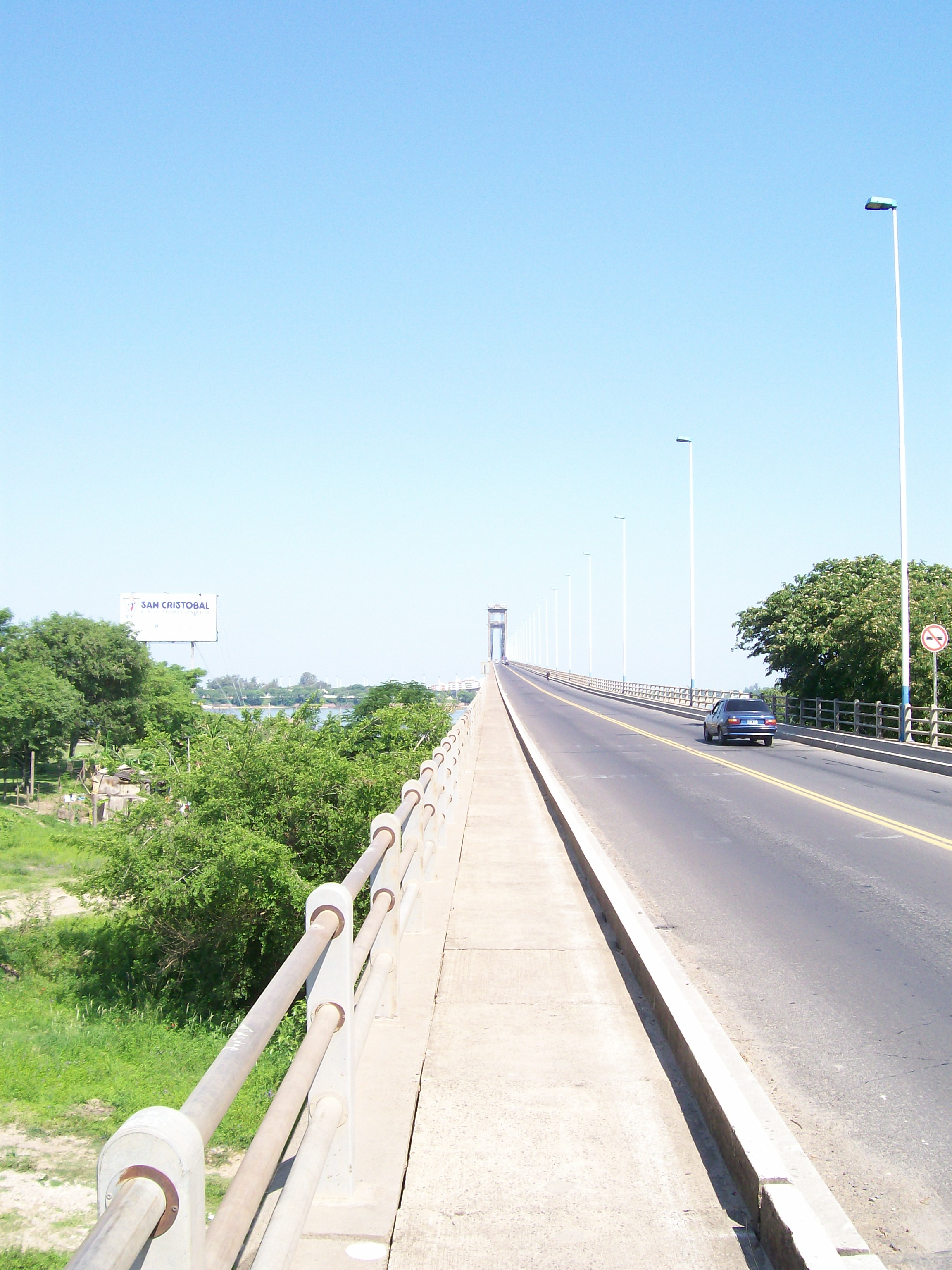
El puente General Manuel Belgrano visto desde el Barrio San Pedro Pescador.

La principal vía de acceso la constituye la ruta Nacional N.º 16, que la une al oeste con las ciudades de Barranqueras y Resistencia, y al este con la ciudad de Corrientes a través del Puente General Manuel Belgrano, primer puente argentino sobre el río Paraná. También se puede considerar como vía de acceso a la ruta provincial 63, ubicada 3 kilómetros al oeste y 3 kilómetros al norte, llegando hasta ella por la citada ruta 16 o por un camino vecinal que bordea el río Paraná hasta el embarcadero de Antequera. La ruta 63 la lleva al norte hasta la Isla del Cerrito y al sur hacia Barranqueras y Puerto Vilelas.
En cuanto al transporte fluvial cuenta con un pequeño muelle sobre el río Paraná y una playa de no más de 50 metros de ancho en la cual los pesqueros preparan su jornada.

## Toponimia
El nombre es una clara alusión a Simón Pedro, apóstol de Jesús de Nazaret y de profesión pescador. La identificación del paraje con la actividad pesquera es tal que se lo conoce popularmente como Barrio de los Pescadores.

## Población
Cuenta con 795 habitantes (Indec, 2010), lo que representa un incremento del 23% frente a los 646 habitantes (Indec, 2001) del censo anterior.
| Gráfica de evolución demográfica de Barrio San Pedro Pescador entre 1991 y 2010 |
|                                                                                 |
| Fuente: Censos nacionales del INDEC                                             |